# Squacco Island
Squacco Island ist eine winzige Insel der Republik der Seychellen im Atoll Aldabra. Sie liegt zusammen mit anderen Riffinseln im Ostteil der Lagune, im Mangrovengebiet von Grand Terre.

## Geographie
Die Insel liegt im Osten des Atolls zusammen mit der viel größeren Ile aux Cendres. In der Nähe liegt das Riff Grey Rock.